# Bronhoeve

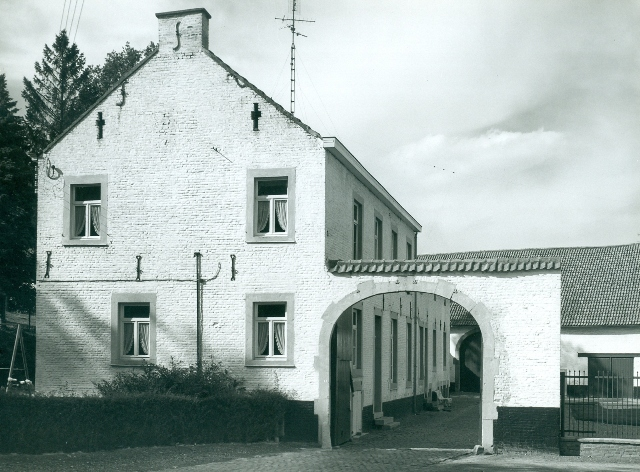

De Bronhoeve is een hoevecomplex aan Bronstraat 9 te Mielen-boven-Aalst in de Belgische gemeente Gingelom.
Deze hoeve werd voor het eerst vermeld in 1298. Ze was een laathof van de Commanderij Bernissem van de Duitse Orde. In 1614 werd de hoeve door Commandeur Wilhelm von Cortenbach verbouwd. In 1798 werd de hoeve door de Fransen onteigend en openbaar verkocht.
Vanouds was dit een gesloten hoeve, en tegenwoordig is het een U-vormig complex, om een gekasseide binnenplaats gelegen. De huidige gebouwen stammen qua uiterlijk uit het vierde kwart van de 18e eeuw in classicistische stijl. Ze zijn van baksteen, terwijl kalksteen werd gebruikt voor vensteromlijstingen en dergelijke.
Er zijn twee rondbogige toegangspoorten, een woonhuis, stallen en twee dwarsschuren, waarvan er één verdwenen is.

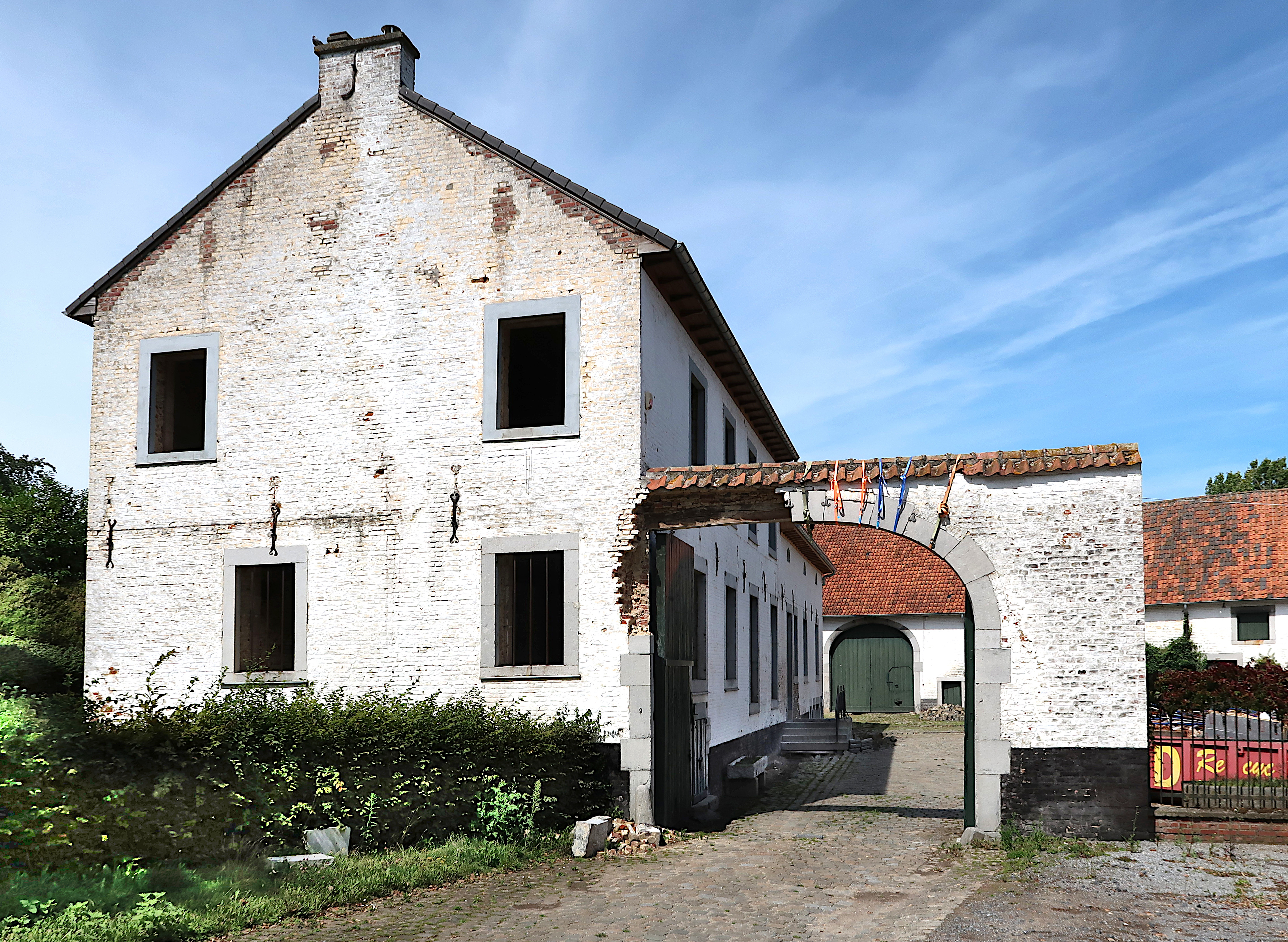
Bronhoeve in 2023
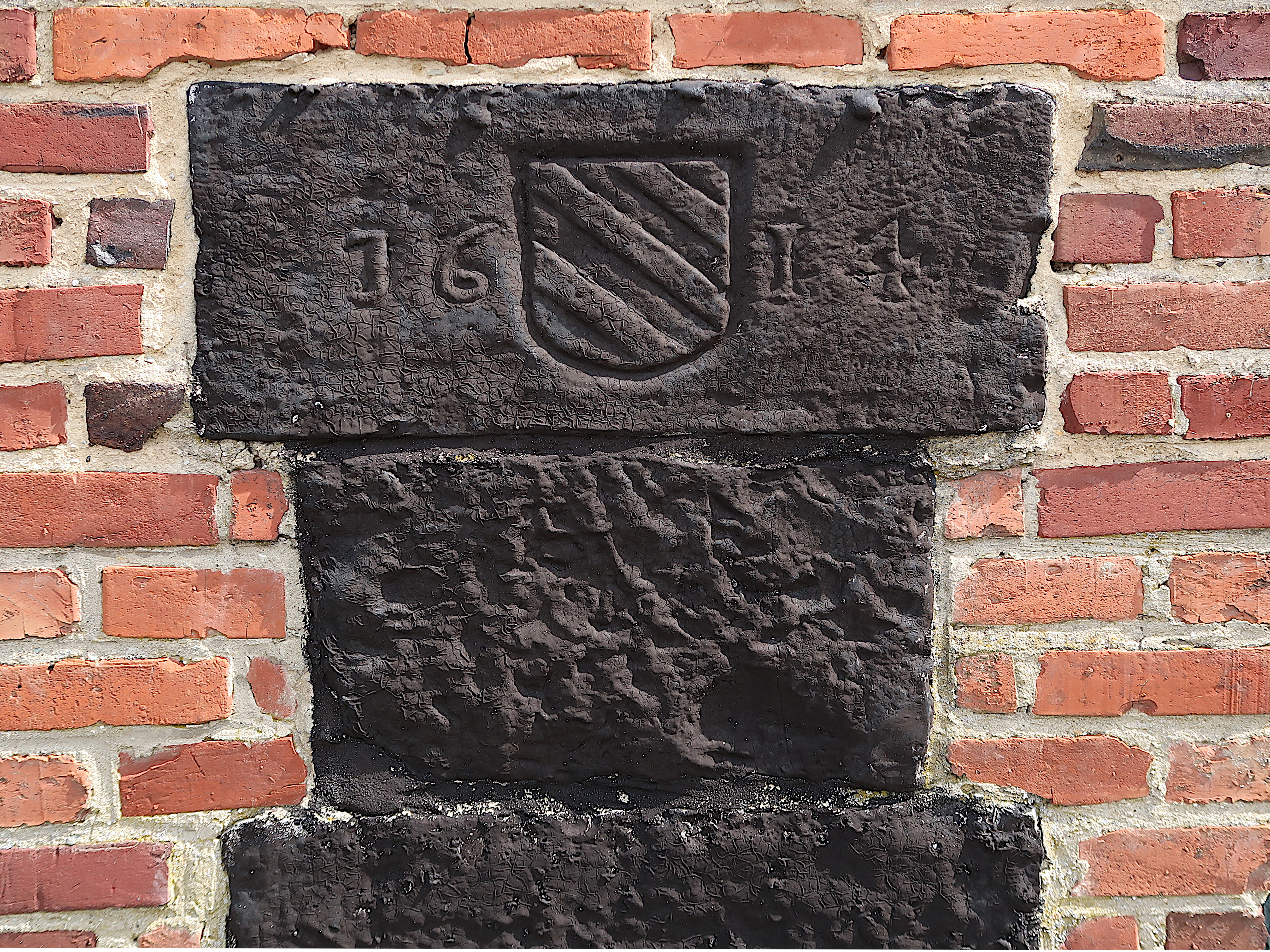
Jaarsteen van Bronhoeve